# Kayacıklar, Savur
Kayacıklar là một xã thuộc huyện Savur, tỉnh Mardin, Thổ Nhĩ Kỳ. Dân số thời điểm năm 2010 là 471 người.